# 拉默丁根
拉默丁根是德国巴伐利亚州的一个市镇。总面积34.25平方公里，总人口1787人，其中男性898人，女性889人（2011年12月31日），人口密度52人/平方公里。